# Ingo Schultz
Ingo Schultz (* 26. Juli 1975 in Lingen (Ems)) ist ein ehemaliger deutscher Sprinter.

## Leben

### Sportliche Karriere
Mit der Leichtathletik begann Schultz erst 1997 im Alter von 22 Jahren, sein erstes Rennen in seiner späteren Spezialdisziplin, dem 400-Meter-Lauf, bestritt er 1998. Bereits bei den Weltmeisterschaften 2001 in Edmonton stand er im Finale, nachdem er im Halbfinale mit 44,66 s die schnellste Zeit seiner Karriere gelaufen war. Im Endlauf lief er 44,87 s und gewann die Silbermedaille hinter dem Bahamaer Avard Moncur. Erst bei den Weltmeisterschaften 2015 gab es mit Bronze für Gesa Felicitas Krause wieder eine Einzel-Medaille für einen deutschen Läufer. Bei den Europameisterschaften 2002 in München wurde er Sieger im 400-Meter-Lauf (45,14 s) und eroberte so die einzige Goldmedaille in Einzelwettkämpfen für den DLV.
2003 erkrankte er an Pfeifferschen Drüsenfieber und hätte fast seine Karriere beenden müssen. Zu den Olympischen Spielen 2004 in Athen trat er wieder an, schied aber im 400-Meter-Halbfinale mit einem siebten Platz aus. Nachdem Schultz 2000 und 2001 Deutscher Vizemeister hinter Lars Figura geworden war, siegte er von 2002 bis 2004 bei den Deutschen Meisterschaften.
Nach langwierigen Verletzungsproblemen gab Schultz am 21. Oktober 2008 das Ende seiner Leistungssportkarriere bekannt.
Der 2,01 m große und 96 kg schwere Athlet startete von 1997 bis 2000 für TSG Bergedorf, von 2001 bis 2002 für die LG Olympia Dortmund, anschließend zwei weitere Jahre für TSG Bergedorf, seitdem für TSV Bayer 04 Leverkusen. Er trainierte 1997 bis zu seinem Weggang aus Hamburg 2004 bei Jürgen Krempin, danach bei Thomas Kremer.

### Privat- und Berufsleben
Nach seinem Abitur 1994 gehörte er 13 Jahre lang bis 2007 der Bundeswehr an. Er absolvierte die Offizierslaufbahn als Technischer Offizier der Heeresfliegertruppe und hatte zuletzt den Dienstgrad eines Hauptmanns inne. Zwischen 1997 und 2001 studierte er Elektrotechnik an der Universität der Bundeswehr Hamburg. Nach seinem Ausscheiden aus der Bundeswehr arbeitete Schultz zwischen 2007 und 2013 als Projektleiter für Leittechnik und Advanced Process Control bei der STEAG Energy Services GmbH sowie anschließend bis 2021 als Teamleiter für Wärme und Contracting sowie als Projektmanager für Mieterstrommodelle bei der Hamburg Energie. Zum Januar 2022 wechselte er als Co-Geschäftsführer zur Avacon Natur GmbH, die in Norddeutschland im Bereich der Wärme- und Kälteversorgung und der Erzeugung regenerativen Stroms tätig ist.
Von 2001 bis 2002 war Schultz mit der Schwimmsportlerin Antje Buschschulte liiert. Kurz nach seinem Sieg bei den Europameisterschaften trennte sich das Paar. Mittlerweile ist Ingo Schultz verheiratet.

## Auszeichnungen
2004 wurde er am Munich Olympic Walk of Stars verewigt.
2010 erhielt Ingo Schultz vom Deutschen Leichtathletik-Verband den Rudolf-Harbig-Gedächtnispreis und 2011 vom Hamburger Leichtathletikverband den Hermann-Seiffart-Gedächtnispreis.